# آيت عبد الله (سيدي غانم)
آيت عبد الله هي إحدى مشيخات المملكة المغربية، تتبع جغرافيا لإقليم شيشاوة وإداريًا لسيدي غانم. يقدر عدد سكانها بـ 16288 نسمة حسب الإحصاء الرسمي للسكان والسكنى لسنة 2004.